# Dolichopus eudactylus
Dolichopus eudactylus är en tvåvingeart som beskrevs av Friedrich Hermann Loew 1861. Dolichopus eudactylus ingår i släktet Dolichopus och familjen styltflugor. Inga underarter finns listade i Catalogue of Life.